# Zosterops saypani
Zosterops saypani, "saipanglasögonfågel", är en fågelart i familjen glasögonfåglar inom ordningen tättingar. Den betraktas oftast som underart till marianerglasögonfågel (Zosterops conspicillatus), men urskiljs sedan 2016 som egen art av Birdlife International och IUCN.
Fågeln förekommer i Nordmarianerna på öarna Tinian, Agijuan och Saipan. Den kategoriseras av IUCN som nära hotad.